# 佐藤正明 (漫画家)
佐藤 正明（さとう まさあき、1949年 - ）は、諷刺漫画家。別名義として佐藤 まさーき（中日新聞木曜日朝刊の生活面に掲載している「生活ヒヤリ劇場」などで使用）。

## 略歴・人物
名古屋市に生まれ、南山大学外語学部に学ぶ。卒業後、デザインプロダクションに就職するが、のち独立し、「中日マンガ大賞」大賞を受賞したことをきっかけに漫画家となる。
1986年から、中日新聞・東京新聞・西日本新聞の三紙において、政治風刺漫画を連載しているほか、中日新聞の隔週土曜日夕刊において読者投稿コーナーである「まんが大学笑学部」を担当している。
2020年、長年の政治漫画・風刺漫画の連載により第49回日本漫画家協会賞カーツーン部門大賞受賞。

## 著書
- あまり癒されない心の詩（風媒社、2014年）
- とっさ語辞典（ブックショップ・マイタウン、1997年）
- まんが政治VS.政治まんが 七人のソーリの10年（岩波書店、2016年）
- なごや弁 乙女心もときめくなごや言葉（風媒社、2016年）
- 一笑両断　まんがで斬る政治（東京新聞、2021年）